# Den osannolika mördaren
Den osannolika mördaren (traduïble com a "L'assassí improbable") és una sèrie de televisió sueca de 2021, dirigida per Charlotte Brandström i Simon Kaijser da Silva i escrita per Wilhelm Behrman i Niklas Rockström. Basada en els esdeveniments entorn a l'assassinat d'Olof Palme, Primer Ministre de Suècia entre 1969-1976 i 1982-1986, la sèrie és l'adaptació de la novel·la homònima de 2018, escrita per Thomas Pettersson, que va treballar de guionista al programa. La sèrie va ser elogiada pel diari anglès The Guardian per «les seves bones observacions de l'orgull masculí transformat en tòxic». El 5 novembre de 2021, la distribuïdora Netflix va estrenar la sèrie i, a continuació, va ser demandada per difamació després d'anunciar els esdeveniments del programa com a reveladors de l'«autèntic assassí» de Palme.

## Repartiment
- Robert Gustafsson com a Stig Engström
- Eva Melander com a Margareta Engström
- Björn Bengtsson com a Thomas Pettersson
- Magnus Krepper com a Harry Levin
- Joel Spira com a Lennart Granström
- Peter Viitanen com a Olof Palme
- Cilla Thorell com a Lisbeth Palme
- Bengt Braskered com a Anders Skandiakollega
- Cia Eriksson com a Kvinnlig väktare Skandia